# 김태석 (1967년)
김태석(金泰錫, 1967년 2월 12일 ~ )는 전 KBO 리그 롯데 자이언츠와 SK 와이번스의 선수였는데 2001년 시즌 후 SK에서 방출된 뒤 같은 시기 2년 계약을 맺고 부임한 김성근 감독의 부름을 받아 LG 트윈스 유니폼을 입었으며 이 과정에서 프로 데뷔 때까지의 투구폼(사이드암)으로 교정했으나 이렇다할 성과를 올리지 못한 데다 1993년부터 1998년까지 LG 야구,축구,씨름,배구단장을 거쳤지만 다른 계열사로 발령이 나서 야구단을 떠난 어윤태씨가  2001년 말 LG스포츠 사장으로 부임하는 과정에서 어윤태 사장의 전임자가 임명한 김성근 당시 LG 트윈스 감독과 2002년 시즌 내내 마찰을 빚어 2001년 말 2년 계약을 맺고 부임한 김성근 감독이 2002년 말 전격 해임된 동시에 방출된 후 경남고 코치로 활동했다가 2003년 말 친정 롯데 투수코치로 프로야구계에 복귀했는데 당초 1군 투수코치였지만 2004년 시즌 도중 2군 투수코치로 보직이 변경됐으며 그 해 말 구단 전력분석원을 거쳐 2005년 말부터 기록원으로  바뀌었고 2017년부터 대구고 투수코치를 맡았다.
한편, 연고팀 빙그레 이글스가 오래 전에 이미 점찍어 놓았지만  롯데에서 가로채가기도 했으며 장신(187CM)이란  장점을 살리기 위해  1991년 말 스리쿼터로 투구폼을 변경했다가 프로에서의 마지막 해인  2002년에 처음 투구폼(사이드암)으로 되돌아왔다.

## 출신학교
- 청주중학교
- 청주고등학교
- 경성대학교